# Radosław Owczuk
Radosław Owczuk (ur. 1972 w Gostyninie) – polski lekarz, specjalista anestezjologii i intensywnej terapii, profesor nauk medycznych, Kierownik Kliniki Anestezjologii i Intensywnej Terapii Gdańskiego Uniwersytetu Medycznego (od 2018 r.) oraz dziekan Wydziału Lekarskiego Gdańskiego Uniwersytetu Medycznego kadencji 2020–2024, były konsultant krajowy w dziedzinie anestezjologii i intensywnej terapii (lata 2016–2022). Prezes Polskiego Towarzystwa Anestezjologii i Intensywnej Terapii  kadencji 2024–2027. Współautor programu specjalizacji oraz wytycznych i standardów w zakresie anestezjologii i intensywnej terapii. W 2021 r. ukazał się podręcznik "Anestezjologia i Intensywna Terapia" pod jego redakcją.

## Życiorys
Urodził się w 1972 r. w Gostyninie (województwo mazowieckie). W 1991 r. ukończył Liceum Ogólnokształcące im. Marszałka Stanisława Małachowskiego w Płocku. W tym samym roku rozpoczął studia na Wydziale Lekarskim Akademii Medycznej w Gdańsku. Po uzyskaniu dyplomu lekarza rozpoczął Studia Doktoranckie w Klinice Pediatrii, Hematologii, Onkologii i Endokrynologii AMG, zakończone w 2001 roku rozprawą pt. Ostre powikłania kardiotoksyczne leczenia przeciwnowotworowego u dzieci a poziom osoczowy sercowej troponiny T (cTnT) i sercowej izoformy kinazy kreatynowej (CK-MB mass); promotorem pracy była prof. dr hab. Anna Balcerska.  
Stopień doktora habilitowanego nauk medycznych (specjalność anestezjologia i intensywna terapia) uzyskał w 2010 r. na podstawie rozprawy Wpływ znieczulenia na wybrane parametry czynności elektrycznej serca. Tytuł profesora nauk medycznych otrzymał w 2016. 
Od 2002 r. aktywnie działa w strukturach Polskiego Towarzystwa Anestezjologii i Intensywnej Terapii (PTAiIT), będąc członkiem Zarządu Głównego Towarzystwa od 2008. W kadencji 2021-2024 został wybrany prezesem elektem PTAiIT. Stanowisko Prezesa Towarzystwa objął w dniu 14 września 2024 roku.   
W 2003 r. został członkiem European Society of Anaesthesiology, jest aktywnym członkiem ESICM i ESRA.  W 2012 r. został powołany na stanowisko redaktora naczelnego czasopisma Anaesthesiology Intensive Therapy, które piastował do 2022.  
W 2018 roku objął stanowisko Kierownika Katedry i Kliniki Anestezjologii i Intensywnej Terapii GUMed. W latach 2016–2022 pełnił funkcję konsultanta krajowego w dziedzinie anestezjologii i intensywnej terapii.
Został odznaczony Srebrnym Krzyżem Zasługi (2018) oraz Krzyżem Kawalerskim Orderu Odrodzenia Polski (2022).